# 明道加斯
明道加斯（Mindaugas，约1200年—1263年9月12日）是立陶宛第一位大公，亦是目前已知唯一的立陶宛国王。
明道加斯的出身、早年生活和权力上升的过程至今无人知晓；不过在一份1219年的条约中，他作为一位上等公爵被提及，在1236年的一份文献中，他又被提及为全立陶宛人的首领；而且当时和现代的文献论及他的夺权之路时，都提到其至关重要的婚姻和对敌人的流放与谋杀。1230年代和1240年代，他将其统治版图向立陶宛本部的东南方延伸。1250年和1251年，在国内权力斗争时，明道加斯昄依罗马天主教；此举也使他得以与利沃尼亚骑士团，这一立陶宛人长期的敌人结盟。1253年夏，他获得加冕，成为立陶宛国王，统治着30万到40万子民。
在位10年，明道加斯在国家建设方面功劳卓著，而其与亲属和其他公爵的冲突仍在继续，且西立陶宛强烈抵制联盟的统治。他在东南方向扩张的领土受鞑靼人威胁。1261年他与利沃尼亚骑士团断交，并有可能放弃天主教信仰。1263年，明道加斯遭其侄特莱尼奥塔和另一位政敌道曼塔斯暗杀。他的三位直接继承人也遭毒手。直到特莱德尼斯在约1270年得到大公头衔，立陶宛的政治动乱才被平息。 
在接下来的几个世纪，明道加斯还没有什么名声，他的后代也并不出名，但在19和20世纪，他开始为人所知。明道加斯是唯一一位立陶宛国王；虽然自约盖拉之后的立陶宛大公也被封为波兰国王，但这两个头衔是彼此独立的。现在人们普遍认为明道加斯是立陶宛的建国者，他现在也被认为是阻止鞑靼人向波罗的海进军，令国际社会承认立陶宛，并使立陶宛向西方文明过渡的君王。
1990年代，历史学家埃德瓦尔达斯·古达维丘斯发表调查报告，证明明道加斯在1253年7月6日加冕为国王。这一天现在被定为法定假日——建国节。

## 出身、家族和姓名
因为这一时期文献匮乏，明道加斯的出身尚不可知，其家谱也未确定下来。自16和17世纪开始编纂的贝霍维茨编年史所记载的家谱被认为是不可信的，在这份家谱中，明道加斯的祖先可以追溯至帕莱莫尼德家族，而这一贵族家族据称来自罗马帝国。他的出生年份有时被标为1200年，但这一点有时也要打上问号。 利沃尼亚押韵编年史称明道加斯的父亲是一个强大的公爵（ein kunic grôß），但没有给出他的具体名字；后来的编年史将他的名字记为林戈尔德。一份1219年的文献曾提到过道斯普伦加斯，他被认为是明道加斯的兄弟，而道斯普伦加斯的两个儿子陶特维拉斯和格德维达斯被认为是明道加斯的侄子。 明道加斯被认为有两个姊妹，一位与维金塔斯结婚，另一位与加利西亚的丹尼尔结婚。维金塔斯和他的外甥特莱尼奥塔在后来的权力斗争中起到重要作用。明道加斯至少有两位妻子，莫尔塔和她不知名的姊妹，但那个无名氏妻子是否真实存在仍然存疑；莫尔塔的姊妹可能较早与明道加斯结婚；因为她的孩子——名为瓦伊什维尔卡斯的儿子和没有名字的女儿，后者在1255年与斯瓦尔恩结婚——在莫尔塔的孩子仍十分年幼时就已经能独立过活了。另外瓦伊什维卡斯和他的姊妹，以及明道加斯的另外两个孩子鲁克利斯与鲁佩基斯在一些书面文献中提到过。后两位与明道加斯同遭暗杀。关于明道加斯的子嗣的资料有限，历史学家仍在讨论他到底有多少个孩子。明道加斯也许有另两个儿子，他们的名字被抄写员混为鲁克利斯和鲁佩基斯。
13世纪立陶宛与外界隔绝。立陶宛语名字在各编年史作者耳中听来模糊不清比较陌生，所以这些人对立陶宛语名字做出些许改动，以使它们听来更像他们母语的名字。历史文献中，明道加斯的名字（Mindaugas）也被写成多种形式：拉丁文中写为Mindowe；德语中记为Mindouwe、Myndow、Myndawe和Mindaw；波兰语中是Mendog、Mondog、Mendoch和Mindovg；俄语等语言中则为Mindovg、Mindog和Mindowh。因为俄语文献中提供关于明道加斯生平的资料最多，语言学家认为俄语译名最能可靠地复原明道加斯的立陶宛语原名。出现最多的俄语译名是Mindovg，这个译名能被非常容易自然地复原为Mindaugas或Mindaugis。1909年，立陶宛语言学家卡齐米埃拉斯·布加发表调查报告，支持后缀-as，这一观点随后获得广泛认同。Mindaugas是一个古代双音节立陶宛名，在立陶宛改宗前使用，由两个部分构成：min和daug。 它可能来自于「daug menąs」（极高的智慧）或「daugio minimas」（极高的名声）

## 功勳生涯

### 登上权力之巅
13世纪初，立陶宛由诸多公爵和王公统治，这些人管理很多采邑和部落。他们被共同的信仰与传统、贸易、血缘关系、共同的战斗和来自周边地区的战俘松散地联系在一起。西方的商人和传教士自12世纪开始就有控制这一地区的念头，并在1201年于拉脱维亚建立里加。1236年他们的脚步因苏勒战役的失利暂时停了下来，但是全副武装的基督教骑士团仍继续摆出威胁的姿态。13世纪立陶宛也遭到蒙古帝国铁骑入侵。
1219年，20位立陶宛大公和1位公爵遗孀与加利西亚-沃里希连签订条约，这份条约通常被认为是第一份能够确凿地证明波罗的海部落联合在一起抵御外敌的证据。21人中有5位被提为上等公爵，他们有优先于其余16位的权力。 明道加斯尽管年轻，但他与他的兄弟道斯普伦加斯仍被列为上等公爵，这暗示他们在当时已将他们的头衔记成下来。 利沃尼亚押韵编年史称他在1236年是全立陶宛的统治者。他如何掌权并不清楚。鲁塞尼亚编年史称他谋害或驱逐了其他几位公爵，其中包括他的亲戚。历史学家S.C. 罗威尔称其权力之路是通过“使人眼熟的政治联姻、谋杀毒害和军事征服”铺就的。
1230年代和1240年代，明道加斯加强了他在波罗的土地的影响力，并在斯拉夫土地确立他的势力范围。战事愈演愈烈；他在库尔兰与德意志人作战，同时蒙古人已于1240年将基辅夷为平地，并在1242年进入波兰，击败两支波兰军队，将克拉科夫焚为焦土。 苏勒战役立陶宛人取得胜利，使北方战事暂时得到平息，但基督教骑士团仍在波罗的海获取利益，建立格但斯克（但泽）和克莱佩达（梅梅尔）。明道加斯一面稳固西北，一面挥师东南，征服新格鲁多克、格罗德诺、瓦乌卡维斯克和波洛茨克公国。在约1239年，他派他的儿子瓦伊什维尔卡斯统治这些地方，随后这些地方被称为黑鲁塞尼亚。1248年，他又委派他侄子陶特维拉斯和埃迪维达斯，与萨莫吉希亚公爵维金塔斯征服斯摩棱斯克，但并未成功。 明道加斯试图巩固他在立陶宛的统治，但其结果成败参半；1249年，为夺取他侄子与维金塔斯的土地，明道加斯发起内战。

### 加冕之路

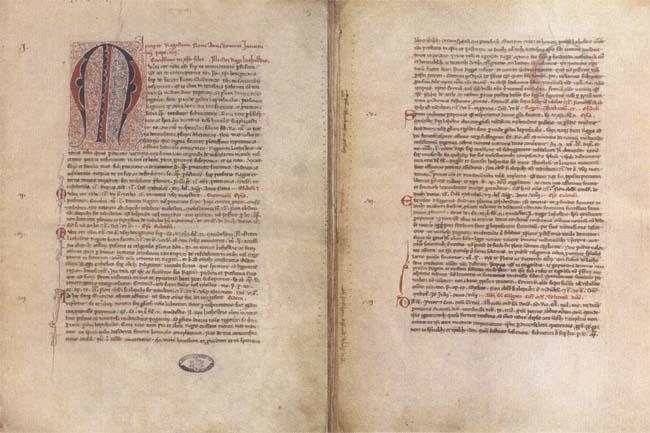
教宗英诺森四世发出的教宗诏书，提出将立陶宛划归罗马主教的裁判下，并讨论了明道加斯的受洗与加冕问题

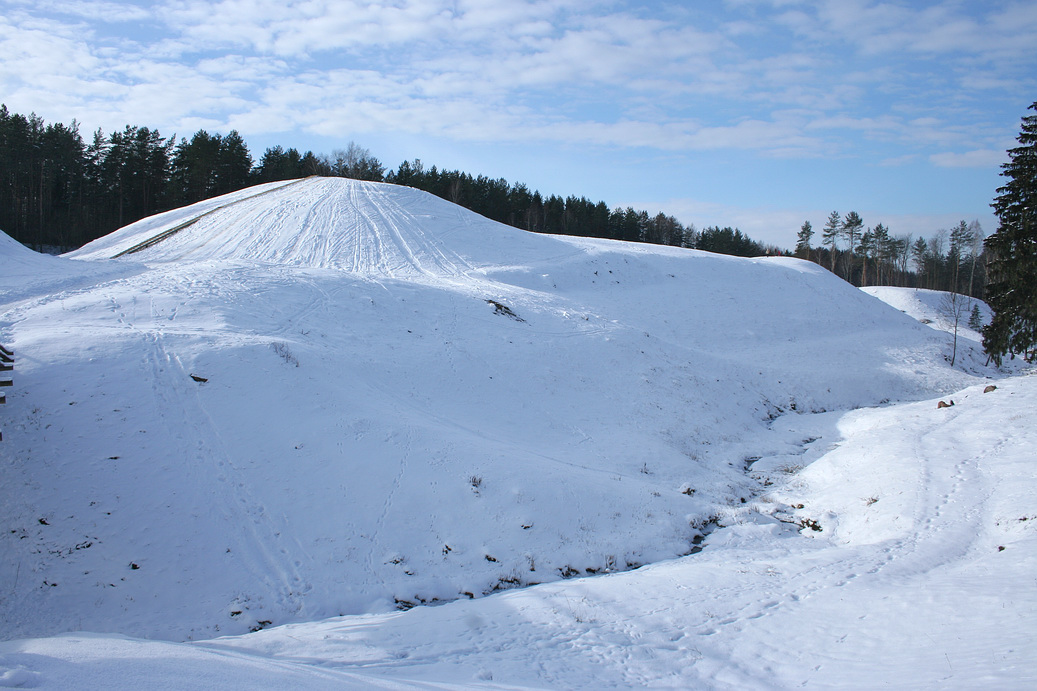
舍米尼什科利艾山丘堡垒，也许是所谓的明道加斯时期的首都沃鲁塔城堡所在地

陶特维拉斯、埃迪维达斯和维金塔斯，与西立陶宛的萨摩吉希亚人、利沃尼亚骑士团、加利西亚的丹尼尔（陶特维拉斯和埃迪维达斯的妹夫）和沃里希连的瓦西里科建立强大同盟，共同对抗明道加斯。加利西亚和沃里希连的王公试图夺取黑鲁塞尼亚，扰乱瓦伊什维尔卡斯的在这些地方的统治。陶特维拉斯来到里加，接受大主教对其的洗礼，以此加强他的地位。1250年，骑士团发起对明道加斯在立陶宛本部的领土纳尔希亚的大突袭，又发动一次对萨莫吉希亚仍支持明道加斯的地区的突袭。 腹背受敌，还要面对四处骚乱的可能，明道加斯芒刺在背，但他试图利用利沃尼亚骑士团和里加大主教的矛盾，从中获益。他送给大团长安德烈亚斯·冯·斯提尔兰“大量礼物”，成功地贿赂了他，这位团长仍因1236年在苏勒战役中战败而对维金塔斯耿耿于怀。
1250年或1251年，明道加斯同意昄依基督教，并割让西立陶宛的一些土地，作为回报，教宗英诺森四世承认他为立陶宛国王。教皇欢迎一个信奉基督教的立陶宛，将其作为抵御蒙古威胁的中流砥柱；相应地，明道加斯希望教皇干预立陶宛与基督教骑士团之间的冲突，这场冲突仍在持续。1251年7月17日，教宗发出两份决定性的教宗诏书。一份命海乌姆主教为明道加斯加冕为立陶宛国王，派遣主教赴立陶宛，建立一座主教座堂。另一份特别指出新主教直接受命于圣座，而非受命于里加大主教。这就是让立陶宛在教会中拥有自主权，而这种态势是受到欢迎的。明道加斯准确的受洗日期仍不可知。他的妻子、两个儿子和宫里的人均得到受洗；教宗英诺森四世后来写道，明道加斯的很多子民也接受了基督教。
要花两年时间，明道加斯才能完成加冕，并将基督教制度在立陶宛确立下来。内战仍在持续；在1251年春夏两季，陶特维拉斯和他的余部对明道加斯的手下和驻扎在沃鲁塔城堡的利沃尼亚骑士团弩兵发起进攻。此次进攻失败，陶特维拉斯的军队退到特韦莱梅特城堡（据推测是在萨摩吉希亚的特韦莱）以求自保。维金塔斯死于1251或1252年，而陶特维拉斯被迫与加利西亚的丹尼尔会合。

### 建立立陶宛王國
明道加斯与他的妻子莫尔塔在1253年夏接受加冕。主教库尔姆的亨利·海登里希主持基督教仪式，安德烈亚斯·斯提尔兰负责授予王冠。现在7月6日是立陶宛官方假日建国节（立陶宛语：Valstybės diena）。加冕的具体日期不得而知；历史学家埃德瓦尔达斯·古达维丘斯曾公布其准确日期，但这份日期有时也遭到质疑。加冕的位置现在仍无人知晓。 
相对的和平稳定期持续了大约8年。明道加斯主要将此时机用在向东方开疆辟土，并组织建立国家机关上。他在黑鲁塞尼亚、在道加瓦河流域的重要商贸中心波拉茨克、在平斯克加大影响力。他也与加利西亚-沃里希连签订合约，将他女儿嫁给加利西亚的丹尼尔之子斯瓦尔恩，而后者后来也会成为立陶宛大公。立陶宛与西欧，与教廷的关系更加稳固。1255年，明道加斯得到亚历山大四世的许可，可将其子封为立陶宛国王。宫廷、行政机关和外交部门都在此时期建立起来。长银币作为建国的标志，也得到发行。他发起建设维尔纽斯的主教座堂，这座教堂也许就在现在维尔纽斯主教座堂的位置上。
加冕过后，明道加斯就立刻将一些土地让给利沃尼亚骑士团——萨莫吉希亚的一部分、纳德鲁瓦、塞洛尼亚和达伊纳瓦——虽然他对西部的这些地区的统治并不稳固。明道加斯在随后几年（1255年、1257年和1259年）是否将更多土地送给骑士团，这个问题在史学界上争论不断。骑士团可能编造谎言，称明道加斯割让了这些土地；有些文献提出的土地实际并未处在明道加斯的统治之下，这一情况确实支持了上面所说的猜想。
明道加斯和他的对手丹尼尔在1255年和解；黑鲁塞尼亚交给了丹尼尔之子罗曼。随后明道加斯之子瓦伊什维尔卡斯昄依了东正教，并成了修道士，建立了一座修道院。而在陶特维拉斯承认明道加斯在内战中获胜，并得到波拉茨克作为封地，这样明道加斯与陶特维拉斯之间的冲突也暂时得到了解决。 1258年或1259年，明道加斯与蒙古人直接发生冲突，此时别儿哥派他的将领布伦代进军立陶宛，命令丹尼尔和当地其他王公参与。诺夫哥罗德编年史称立陶宛战败，但这也被看作是明道加斯只赚不赔的获益。
希帕提安编年史中有一句话提到明道加斯在沃鲁塔进行对他的侄子和维金塔斯公爵的自卫战；另两份文献则提到了“他的城堡”。沃鲁塔的位置并未具体交代，因此产生了诸多对明道加斯王室所在地的推测与考古调查。14个地方被推测为明道加斯王室的所在地，其中包括克尔纳韦和维尔纽斯。正式的考古挖掘在1979年，克尔纳韦一个叫做“明道加斯王座山丘堡垒”的地方发生部分崩塌后开始，到2010年仍在进行中。

### 遇刺

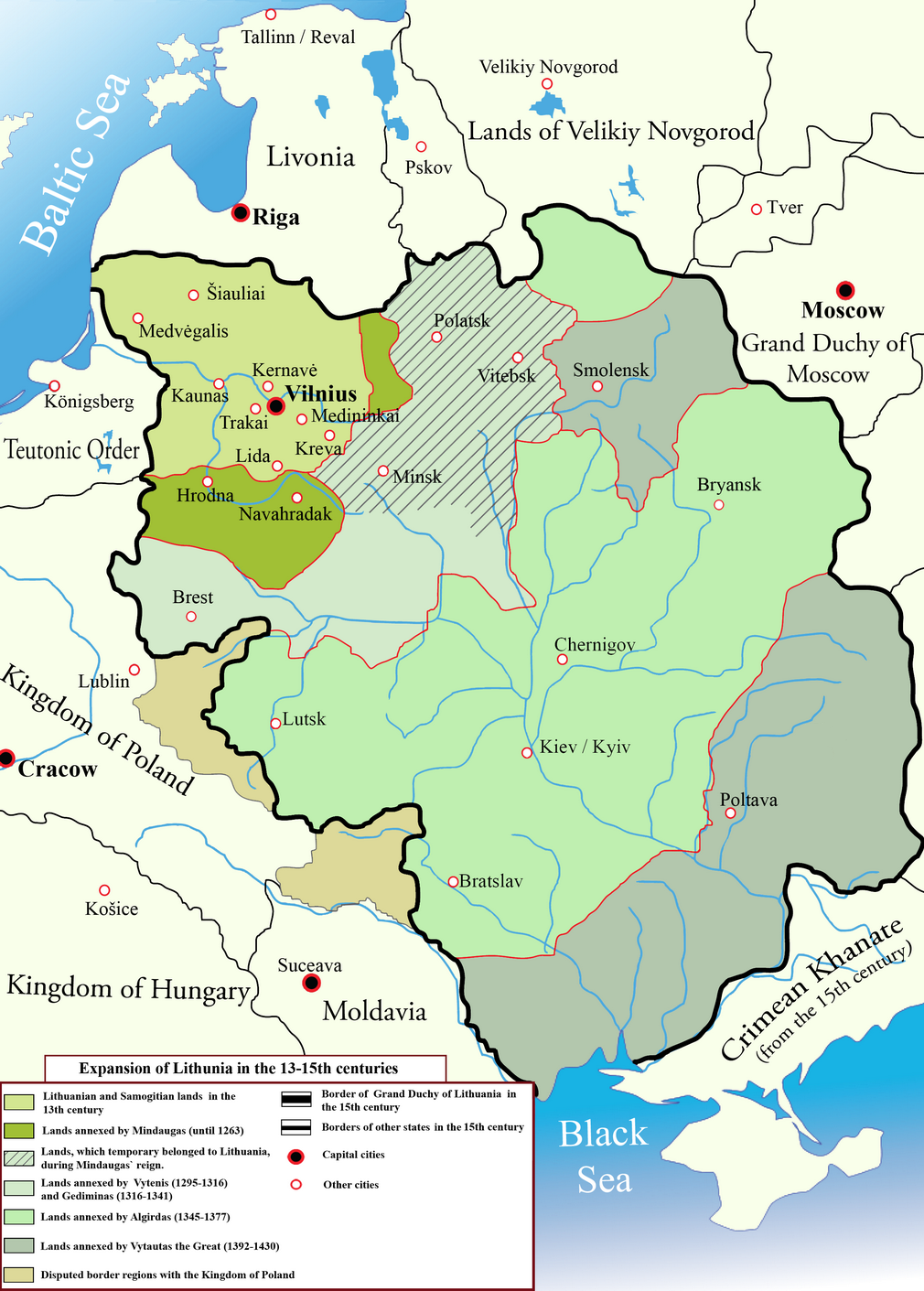
13、14和15世纪的立陶宛大公国

利沃尼亚骑士团利用他们与明道加斯的盟友关系，加强对萨摩吉希亚的控制。1252年，明道加斯同意骑士团修建克莱佩达城堡。但是，他们的统治被认为是暴虐无度的。本地商人只能通过骑士团认可的中介进行贸易；遗产法发生变动；人们对配偶与驻所的选择受到限制。接着骑士团又激战多番。 1259年骑士团在斯库奥达斯战役中失利，1260年骑士团又在杜尔贝战役中败北。第一场战役的失利引发瑟米加利亚人的骚乱，而杜尔贝战役的失利激起普鲁士人发动大普鲁士起义，这场起义将会持续14年。事态如此发展，在特莱尼奥塔的怂恿下，明道加斯撕毁与骑士团的和约。他所期待的昄依基督教所带来的好处也被证明是寥寥无几。
明道加斯随后也许恢复了对传统多神教的信仰。现代历史学家认为他的昄依只是为了战略企图。他的叛教很大程度上是通过两份接近于同一时期的文献体现的：1324年约翰十二世的断言，以及加利西亚-沃里希连编年史，其中前者称明道加斯已重返迷途。编年史称明道加斯继续进行异教活动、向其神祇献祭、实行火葬、并公开安排异教仪式。历史学家已经指出这份记载的偏颇之处，因为明道加斯那时已与沃里希连处在交战状态。但另一方面，克萊孟四世在1268年写下《快乐回忆中的明道加斯》（clare memorie Mindota），表达对明道加斯被杀的遗憾之情。
无论如何，立陶宛人并未准备接受基督教，且明道加斯受洗对后来的影响甚微。立陶宛大多数人和贵族仍然信奉多神教；他的臣民没被要求昄依。 他在维尔纽斯建造的主教座堂被一多神教神庙代替，他昄依后取得的所有外交成果都化为乌有，尽管基督教活动和不同教派间的通婚得到了较大的宽容。
与骑士团之间的区域冲突逐步升级。诺夫哥罗德的亚历山大·涅夫斯基、陶特维拉斯和陶特维拉斯之子康斯坦丁同意建立反明道加斯阵线，但他们的企图失败了。特莱尼奥塔以萨摩吉希亚叛军领袖的身份出现；他带兵到采西斯（现位于拉脱维亚），进军爱沙尼亚海岸，与马佐夫舍（现位于波兰）作战。他的目的是激励所有遭到侵略的波罗的部落联合起来，在立陶宛的领导下反抗基督教骑士团。明道加斯关心对鲁塞尼亚的征服，派兵到布良斯克，而这时陶特维拉斯的个人声望在增加。特莱尼奥塔和明道加斯的关注焦点开始变得不一样。押韵编年史提到，在听到特莱尼奥塔没有在拉脱维亚或爱沙尼亚缔结任何盟约时，明道加斯感到不快；他也许更愿采取外交手段。在这种形势下，明道加斯的妻子莫尔塔去世，他将她妹妹，道曼塔斯的妻子据为己有。为了报复，道曼塔斯与特莱尼奥塔在1263年刺杀明道加斯和他的两个孩子。按照传统习俗，他与他的马被一同埋葬。明道加斯去世后，立陶宛陷入内乱之中。他的三个继承人，特莱尼奥塔、他的女婿斯瓦尔恩和他的儿子瓦伊什维尔卡斯在接下来的7年中都死于不测。这种形势直到约1270年特莱德尼斯被指定为大公后才得以平息。

## 影响

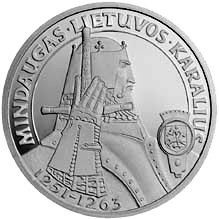
纪念币，饰有国王明道加斯像，还有题词“明道加斯 立陶宛国王”

19世纪立陶宛民族复兴之前，明道加斯在立陶宛历史中有着反复无常的形象。多神教拥护者因他叛教而蔑视他，基督教徒则认为他不热心于支持基督教。大公格迪米纳斯只是顺便提到他，而维陶塔斯甚至从未提过他。 他已知的家庭关系只延续到他的子辈，没有历史文献提出他的后代和统治立陶宛和波兰到1572年的格迪米尼茲家族有什么关系。17世纪，维尔纽斯大学的一位校长称他要为随后波兰立陶宛联邦所遭受的灾难负责。（“立陶宛人内部不和的种子已经种下”）。一位20世纪的历史学家宣称是他导致了“立陶宛国家机构的崩溃”。第一份关于他的生平的学术著作（立陶宛学者约纳斯·托托拉提斯的Die Litauer unter dem König Mindowe bis zum Jahre 1263）直到1905年才出版。1990年代，历史学家埃德瓦尔达斯·古达维丘斯发表了他的调查结果，其中指出了明道加斯的加冕日期，这个日期后来成了国家假日。2003年是他加冕750周年，这次周年庆以维尔纽斯明道加斯桥的题词，名目繁多的会演与音乐会，和其他国家元首的来访著称。
明道加斯是1829年话剧Mindowe的主角，其作者就是波兰三诗人（波兰语：trzej wieszcze）之一的尤柳什·斯沃瓦茨基。明道加斯在20世纪的几篇文学作品中都有出场：拉脱维亚作家马丁什·济韦尔茨的悲剧《权力》（Vara，1944年）、尤斯蒂纳斯·马辛柯维修斯的剧情诗《明道加斯》（1968年）、罗穆阿尔达斯·格拉瑙斯卡斯的《牛的谢罪礼》（Jaučio aukojimas，1975年）和尤奥扎斯`克拉利考斯卡斯的《明道加斯》（1995年）